# Het dagboek van Marion
Het dagboek van Marion is een Nederlandse krantenstrip van de Toonder Studio's. De strip werd bedacht door Lo Hartog van Banda en getekend door Jan Wesseling met assistentie van Thé Tjong-Khing. Een aantal verhalen werd geschreven door Harry van den Eerenbeemt en het laatste verhaal werd geschreven door Joop van den Broek. De strip speelt zich af in de wereld van haute couture en gaat over de belevenissen van modeontwerpster en model Marion, waarbij de lezers meelezen in haar dagboek. In de eerste aflevering trekt Marion naar Parijs, vastbesloten om daar carrière te gaan maken als modeontwerpster.
Hartog van Banda bedacht deze strip na het zien van de Amerikaanse krantenstrip The Heart of Juliet Jones van Stan Drake.  De strip stond van 2 september 1957 tot en met 26 februari 1962 dagelijks in De Telegraaf en werd ook in buitenlandse kranten gepubliceerd, onder andere in Finland, Zuid-Afrika en Spanje. De strip verscheen in totaal in 16 kranten. Toen Jan Wesseling in 1962 besloot met de strip te stoppen, waren er 18 verhalen verschenen.